# ポロンナルワ
ポロンナルワ（シンハラ語: පොළොන්නරුව、タミル語: பொலனாறு、英語: Polonnaruwa）はスリランカ北中部州にある中世の古都。1017年から1255年までスリランカの首都であった。

## 概要
1017年、南インド・タミル系のチョーラ王朝がランカ島の大勢を支配したことを受け、シンハラ王朝は首都をアヌラーダプラからポロンナルワに遷都した。シンハラ王のウィジャヤバーフ1世 (Vijayabahu I) はその後チョーラ王朝を1070年に追放した。その後、ウィジャヤバーフ1世の孫にあたるパラークラマ・バーフ1世 (Parakrama Bahu I) が首都構築に大きく貢献した。その治世の間、ポロンナルワは王の庇護の下、交易と農業が栄え黄金時代を迎える。特に、灌漑設備の充実に努め、国の東部地域で乾季でも農耕可能にした。彼は農耕と防衛の両方の目的で、首都の周囲にパラークラマ・サムドゥラ（パラークラマ海）と呼ばれる巨大な灌漑用貯水池を建設した。この時代、首都は自給自足の体制を保った。
しかし、その後王位についたニッサンカ・マッラ (Nissanka Malla) を除くポロンナルワの王族はすべて保身に注力し、南インドの王侯貴族の支持を求めたため、スリランカ独自の王朝の力は衰え、南インドのカリンガ王朝のマーガによる1214年の侵攻を招き、1284年にはアーリャ・チャカラヴァルティー (Arya Chakrawarthi) の侵攻と続き、結果的には南インドのパーンディヤ朝に権力を委譲することになった。1232年に首都はダンバデニヤ (Dambadeniya) に遷都された。1255年シンハラ王朝はポロンナルワを放棄した。
それ以降、ポロンナルワは忘れられた都となり19世紀に発見されるまでジャングルに埋もれていたが、発掘調査が行われ1982年に世界文化遺産への登録が決定された。
今日、古都ポロンナルワはスリランカ随一の考古学上の史跡として維持され、シンハラ王の治世をしのぶものとなっている。古都の美しさは、デュラン・デュランの1982年のミュージックビデオ「Save a Prayer」が撮影されている。
ポロンナルワは現在、北中部州第2の都市で、スリランカで清潔で美しい町として知られる。自然に囲まれた環境や古都の建築、パラークラマ・サムドゥラ（パラークラマ海）等が観光客を集めている。歴史的にはポロンナルワは一年のほとんどが熱帯性の気候で、12月と1月のみ肌寒い日がある程度だったが、近年の環境変化で冬季の雨や低温の日が増加している。

## ポロンナルワの王族
- ウィジャヤバーフ1世 (Vijayabahu I)
- ジャヤ・バーフ (Jaya Bahu)
- ヴィクラマバーフ (Vikrama Bahu)
- パラークラマ・バーフ1世 (Parakrama Bahu, The Great)
- ニッサンカ・マッラ (Nissanka Malla)
- リラヴァーティ女王 (Queen Lilavati)
- カルヤナヴァーティ女王 (Queen Kalyanavati)

## 史跡
- ポロンナルワ王宮 (Vejayanta Pasada)
- 閣議場 (The Council Chamber / Audience Hall)
- ラター・マンダパヤ (Latha Mandapaya) ：蓮のカタチをモチーフにした読経所
- トゥーパラーマ (Thuparamaya) ：ゲディゲ様式の仏堂
- ワタダーゲ (Vatadage) ：円形の仏塔跡（7世紀）
- アタダーゲ (Atadage) ：「八宝の家」
- ハタダーゲ (Hatadage) ：仏歯寺跡
- ガル・ポタ (Gal Potha) ：石誌（椰子の葉のカタチをした石の本）
- ガル・ヴィハーラ (Gal Viharaya) ：釈迦涅槃像、立像、座像の三体がある
- ネルン・ポクナ (Nelum Pokuna) ：池
- サトゥマハル・プラサーダ (Satmahal Prasada) ：7段のピラミッド様の寺院
- ランカティラカ (Lankathilake) ：仏殿
- ランコトゥ・ヴィハーラ (Ran Kot Vehera) ：黄金仏塔 ポロンナルワ最大の構造物で高さ、直径共に55メートル[2]。名前は「金の尖塔」を意味し、かつては尖塔部分が黄金で覆われていたと言われている[3]。
- パブル・ヴィハーラ (Pabulu Vehera) ：珊瑚色寺院
- キリ・ヴィハーラ (Kiri Vehera) ：「乳白色の寺院」
- ポトゥグル・ヴィハーラ (Potgul Vihara) ：僧院
- ティワンカ (Tivanka）：仏殿
- シヴァ・デーワーラヤ (Siva Devale) ：ヒンドゥー教寺院跡
- ニッサンカ・マッラの沐浴場 (Kumara Pokuna)
- ダミラ・マハ・セヤ (Damila Maha Seya) ：パラークラマ・バーフ1世が南インドより捕虜として連れ帰ったタミル人を使って建設しようとしてた仏塔(ストゥーパ)。完成していれば450m四方の基壇の上に高さ186m円周650mの半球の伏鉢が立つ史上最大の仏塔になったと推定されている[4]

## 世界遺産登録基準
この世界遺産は世界遺産登録基準のうち、以下の条件を満たし、登録された（以下の基準は世界遺産センター公表の登録基準からの翻訳、引用である）。
- (1) 人類の創造的才能を表現する傑作。
- (3) 現存するまたは消滅した文化的伝統または文明の、唯一のまたは少なくとも稀な証拠。
- (6) 顕著で普遍的な意義を有する出来事、現存する伝統、思想、信仰または芸術的、文学的作品と直接にまたは明白に関連するもの（この基準は他の基準と組み合わせて用いるのが望ましいと世界遺産委員会は考えている）。